# Anna Skrzyńska
Anna Skrzyńska (ur. 10 czerwca 1977) – polska lekkoatletka, specjalizująca się w skoku o tyczce.

## Kariera
Wielokrotna rekordzistka Polski. Życiowym sukcesem zawodniczki był złoty medal mistrzostw Polski seniorów w 1995, kiedy to skok o tyczce kobiet po raz pierwszy znalazł się w programie tych zawodów. Tytuł ten zdobyła występując w barwach SKLA Sopot, później reprezentowała Ośrodek Skoku o Tyczce Gdańsk.

## Rekordy życiowe
- skok o tyczce – 3,60 (2000)